# جهانگیر هدایت
جهانگیر هدایت (زاده ۴ بهمن ۱۳۰۸ در تهران) نویسنده ایرانی و مدیر «بنیاد صادق هدایت» است که به گردآوری و نشر آثار صادق هدایت می‌پردازد.

## زندگی‌نامه
جهانگیر هدایت متولد ۴ بهمن ۱۳۰۸ مطابق با ۲۴ ژانویه ۱۹۳۰ در تهران است. او از اعضاء خاندان هدایت است. وی فرزند سرلشکر عیسی هدایت و فرخنده خانم هدایت می‌باشد. پدرش پسر هدایت قلی خان اعتضادالملک و مادرش دختر غلامرضا خان مخبرالدوله است که همگی از تبار رضا قلی خان هدایت از ادبا و رجل سیاسی عهد قاجار در قرن ۱۳ هستند که منشأ خدمات فرهنگی و از روسای مدرسهٔ دارالفنون بوده است. جهانگیر هدایت برادرزاده صادق هدایت نویسنده نامدار ایران است.
وی تحصیلات دبستان را در تهران و اصفهان گذراند. دیپلم دبیرستان را از دبیرستان البرز تهران اخذ کرد و پس از آن در رشته زبان و ادبیات انگلیسی در دانشگاه تهران به اخذ دانشنامه کارشناسی نائل شد. پس از چند سالی کار در اداره بهداشت برای تحصیل به دانشگاه آمریکایی بیروت اعزام شد و موفق شد دانشنامه فوق لیسانس در رشته آموزش بهداشت عمومی را کسب کند.
پس از مراجعت به ایران از اداره بهداشت به سازمان برنامه و بودجه انتقال پیدا کرد. در همین ایام موفق شد در رشته جامعه‌شناسی از دانشگاه تهران مدرک فوق لیسانس را تحصیل کند. در ایام خدمت به دانشگاه ساسکس در انگلیس نیز اعزام شد که دوره مدیریت را در این دانشگاه گذرانید. او بیشتر سنوات خدمت خود را در سازمان برنامه و بودجه و مرکز آمار ایران سپری کرد و بازنشسته مرکز آمار ایران است.

## نویسندگی
جهانگیر هدایت نوشتن را از دوران نوجوانی آغاز کرد. اولین آثارش در روزنامه‌ها و مجلات آن زمان چاپ شدند که هنوز هم ادامه دارد. کارنامه قلم زدن او از این قرار است:
- ۱۲۰ داستان کوتاه
- ۲۶۹ مقاله طنز و انتقادی
- ۴۱ مقاله علمی اجتماعی
- ۱۹ ترجمه از انگلیسی
- ۲۰۷ مقاله دربارهٔ یا مربوط به صادق هدایت و ۲ شعر.

کتب مستقل او عبارتند از:
1. مجموعه داستان شلاق هوس[۲]
2. مکالمات عالی انگلیسی
3. مجموعه داستان مرغابی، عشق و ابدیت[۳]
4. ۳۶ روز با صادق هدایت[۴]
5. نیمه پنهان سرگذشت صادق هدایت[۵]
6. یکصد سالگی صادق هدایت در ایران و جهان[۶]
7. شناخت نامه صادق هدایت[۷]
8. آخرین پرواز ایکاروس (رمان)[۸]
9. مجموعه داستان ۱۴ ژانویه، ۸ شب[۹]
10. نیمه پنهان سرگذشت صادق هدایت - چاپ دوم
11. در عمق آبی چشمهایش (رمان)
12. خیام صادق- چاپ ششم
13. سه قطره خون- چاپ ششم
14. آلبوم عکس‌های صادق هدایت (حسرتی، نگاهی و آهی)- چاپ دوم

کلیه آثار صادق هدایت در اروپا با همت و مقدمه جهانگیر هدایت چاپ و منتشر شده که شامل ۸ مجموعه است.
در سال‌های اخیر به علت محدودیت‌های دولتی در ایران تعدادی از آثار جهانگیر هدایت در فرانسه، کانادا و آمریکا چاپ شده است و بعضی از داستان‌هایش به زبان‌های ترکی استانبولی و انگلیسی ترجمه و چاپ شده‌اند. به این ترتیب از او جمعاً ۶۵۸ مقاله چاپ شده است و مؤلف ۷ کتاب مستقل در ایران و ۸ کتاب صادق هدایت در اروپاست.
همچنین ماه نامه ادبیات متعهد (دوره سوم - شماره شانزدهم - آبان ۱۴۰۲) ویژه نامه جهانگیر هدایت را منتشر کرده است.

## آثار صادق هدایت
تعدادی از آثار صادق هدایت را جهانگیر هدایت تدوین، چاپ و منتشر نموده است که عبارتند از:
- انسان و حیوان[۱۱]
- فرهنگ عامیانه مردم ایران[۱۲]
- خیام صادق (دربارهٔ حکیم عمر خیام)[۱۳]
- سه قطره خون (با ترجمه انگلیسی و نقدها و نظرها)[۱۴]
- زنده به گور (فارسی، ارمنی، انگلیسی)[۱۵]
- سگ ولگرد (فارسی، ارمنی، انگلیسی، ترکی استانبولی)[۱۶]
- آلبوم عکسهای صادق هدایت (حسرتی، نگاهی، آهی)
- آلبوم نقاشی‌های صادق هدایت (آهوی تنها)[۱۷]
- آلبوم کارت پستال‌های صادق هدایت (از مرز انزواء)[۱۸]
- کارت پستال نقاشی‌های صادق هدایت
- آلبوم کارت پستال‌های صادق هدایت (از مرز انزواء - چاپ جدید)[۱۹]
- فرهنگ عامیانه مردم ایران (چاپ هفتم)[۲۰]
- خیام صادق (چاپ چهارم)[۲۱]
- انسان و حیوان (چاپ پنجم)
- در پس کوچه‌های پاریس با برادرم صادق هدایت[۲۲]
- سه قطره خون (با ترجمه انگلیسی و نقدها و نظرها) (چاپ پنجم)
- آثار نایاب صادق هدایت (چاپ اول - زمستان ۹۵)
- آثار نایاب صادق هدایت (چاپ دوم - بهار ۹۶)
- در پس کوچه‌های پاریس با برادرم صادق هدایت (چاپ دوم - پاییز ۹۶)
- چهل داستان برای صادق هدایت (چاپ اول پاییز ۹۶)
- «صادق هدایت و ترجمه‌هایش»
- خیام صادق (چاپ ششم -تابستان ۹۷) -نشر چشمه
- سه قطره خون (چاپ ششم _ تابستان ۹۷) نشر چشمه
- آثار نایاب صادق هدایت – گردآوری و مقدمه جهانگیرهدایت – چاپ چهارم – نشر چشمه تابستان ۱۳۹۸
- سه قطره خون - صادق هدایت – گردآوری و مقدمه جهانگیر هدایت (نقدها و ترجمه انگلیسی) – چاپ هفتم – نشرچشمه تابستان ۱۳۹۸
- انسان و حیوان - صادق هدایت – گردآوری و مقدمه جهانگیر هدایت – چاپ هفتم – نشرچشمه تابستان ۱۳۹۸
- خیام صادق - صادق هدایت – مجموعه آثار – گردآوری و مقدمه جهانگیر هدایت – نشرچشمه تابستان ۱۳۹۸
- «سلام بر صادق هدایت» شامل داستان‌های برگزیده جایزه «هدایت ۱۳۹۵ تا ۱۳۹۷»
- «مجموعه اسناد مسافرت و تحصیل صادق هدایت در پاریس» – گردآوری و تدوین جهانگیرهدایت – چاپ اول – نشر کتابسرای میردشتی زمستان ۱۳۹۸
- آثار نایاب صادق هدایت – گردآوری و مقدمه جهانگیر هدایت – چاپ پنجم– نشر چشمه -آبان ۱۳۹۹
- نیش گویه‌های صادق هدایت-مقدمه جهانگیر هدایت-چاپ اول- نشر دید-آذر ۱۳۹۹
- سه قطره خون - صادق هدایت – گردآوری و مقدمه جهانگیر هدایت (نقدها و ترجمه انگلیسی) – چاپ هشتم – نشرچشمه زمستان ۱۳۹۹
- خیام صادق - صادق هدایت – مجموعه آثار – گردآوری و مقدمه جهانگیر هدایت – چاپ هشتم – نشرچشمه تابستان ۱۴۰۰
- انسان و حیوان - صادق هدایت – گردآوری و مقدمه جهانگیر هدایت – چاپ هشتم – نشرچشمه تابستان ۱۴۰۰
- فرهنگ عامیانه مردم ایران، گردآوری و مقدمه جهانگیر هدایت (چاپ نهم)- نشر چشمه - تابستان ۱۴۰۰
- سه قطره خون - صادق هدایت – گردآوری و مقدمه جهانگیر هدایت (نقدها و ترجمه انگلیسی) – چاپ نهم – نشرچشمه تابستان ۱۴۰۰
- آثار نایاب صادق هدایت – گردآوری و مقدمه جهانگیر هدایت – چاپ ششم– نشر چشمه -آبان ۱۴۰۰
- «دور دنیا در هشتاد و پنج سال – جهانی شدن کتاب بوف کور صادق هدایت» - به کوشش جهانگیر هدایت-نشر دید-تابستان ۱۴۰۱
- آثار نایاب صادق هدایت – گردآوری و مقدمه جهانگیر هدایت – چاپ هفتم– نشر چشمه -تابستان ۱۴۰۱
- فرهنگ عامیانه مردم ایران، گردآوری و مقدمه جهانگیر هدایت (چاپ یازدهم)- نشر چشمه - پاییز ۱۴۰۲
- خیام صادق - صادق هدایت – مجموعه آثار – گردآوری و مقدمه جهانگیر هدایت – چاپ یازدهم – نشرچشمه پاییز ۱۴۰۲
- تو نیکی میکن و در دجله انداز- اثر داستانی-مجله ادبیات متعهد-مهر ۱۴۰۲[۲۳][۲۴]

بسیاری از آثار اصلی و عکس‌ها و کارت پستال‌ها و نقاشی‌ها و بعضی لوازم و کتب کتابخانه صادق هدایت توسط جهانگیر هدایت نگهداری می‌شوند.

## خویشاوندان
پدرش عیسی هدایت تحصیلات نظامی خود را در فرانسه کرده بود و درجه سرلشگری داشت و آخرین سمت او فرمانده دانشگاه جنگ بود. عموی دیگر او محمود هدایت از قضات عالی‌رتبه دادگستری و نویسنده و شاعر بود که مجموعه گلزار جاویدان شرح حال ادبای ایران از کارهای مهم اوست.
بیژن جلالی شاعر پسر عمه او بود. خانم انورالملوک هدایت عمه دیگرش همسر سپهبد حاجعلی رزم آرا بود. ارتشبد عبدالله هدایت اولین ارتشبد در ایران دایی او بود. خسرو هدایت و غلامعلی هدایت هم دایی او بودند.
جهانگیر هدایت دارای سه فرزند، یک پسر به نام صادق و دو دختر به نامهای میترا و چکامه است.

## فعالیت‌ها
خارج از وظایف اداری مهم‌ترین فعالیت او کارهای ادبی بود. او مدتی رئیس انجمن فارغ التحصیلان دانشگاه‌های بیروت در ایران بود. در کنار تحقیق و نویسندگی جهانگیر هدایت از جوانی مسئول بسیاری کارهای مربوط به صادق هدایت شد. وراث قانونی صادق هدایت به او اختیار داده بودند از طرف آن‌ها در مورد کتب، فیلم‌ها، تئاترها و دیگر امور مربوط به صادق هدایت اقدام کند. این موضوع در کتاب نیمه پنهان سرگذشت صادق هدایت به‌طور دقیق و مستند آمده است. به‌طور کلی جهانگیر هدایت به همه امور مربوط به صادق هدایت سر و سامان داد. مخصوصاً بعد از انقلاب اسلامی که عده‌ای مخالفت با صادق هدایت را آغاز کردند جهانگیر هدایت مقابل همه آن‌ها ایستاد.
از فعالیت‌های قابل ذکر جهانگیر هدایت برگزار کردن جایزه ادبی صادق هدایت است که از سال ۱۳۸۱ اجرا شده است و عده زیادی نویسندگان جوان از ایران و افغانستان و تاجیکستان در آن شرکت کرده‌اند و دیگر پیگیری کار «خانه صادق هدایت» است.